# Klub Morza Zejman

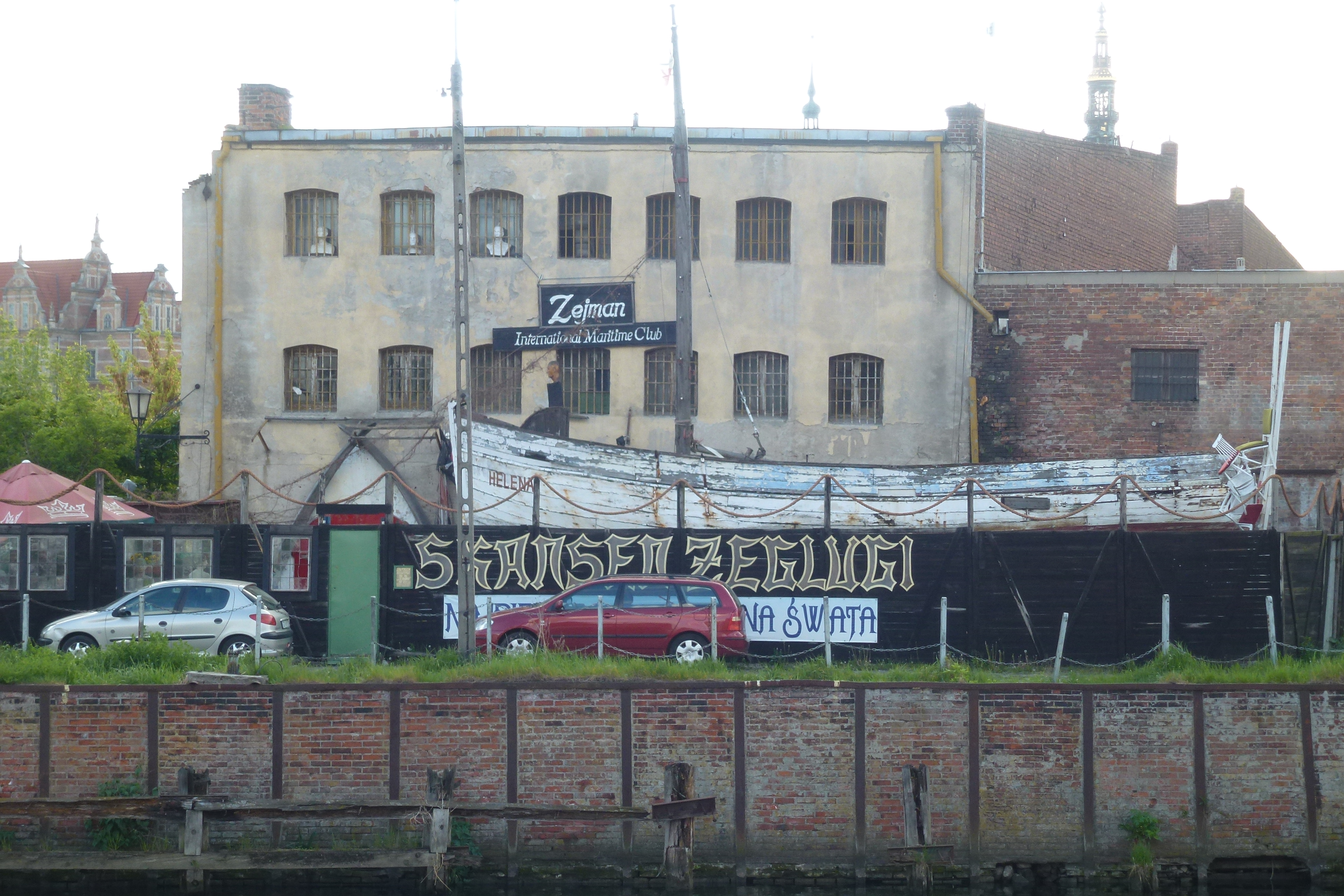
Klub Morza Zejman w Spichlerzu Steffen (2012)

Klub Morza Zejman – ośrodek kultury morskiej w Gdańsku, miejsce spotkań żeglarzy, skansen żeglugi oraz galeria morska założona i prowadzona przez gdańskiego żeglarza, inicjatora powstania Bałtyckiego Bractwa Żeglarzy i kanclerza kapituły "Conradów" Andrzeja Dębca i Dorotę Kobierowską, dziennikarkę i podróżniczkę.

## Lokalizacja
Klub mieścił się od 1995 do 20 lipca 2015 w XVII-wiecznym wnętrzu zabytkowego spichlerza zbożowego Steffen (Ciesiarnia) przy ulicy Chmielnej 111, w północnej części gdańskiej Wyspy Spichrzów. Od 2016 roku siedzibą klubu jest Brama Nizinna na Starym Przedmieściu.
W 2018 roku Andrzej Dębiec zrezygnował z udziału w kierowaniu Klubem Morza Zejman. Efektem tego było oficjalne rozpoczęcie nowego etapu w życiu klubu. Władzę w pełni przejął nowy komandor - Zenon Szulczewski, który zarejestrował niezależne stowarzyszenie. 10 czerwca 2018 r. zorganizowane zostało oficjalne otwarcie nowego Klubu Morza Zejman. 

## Działalność

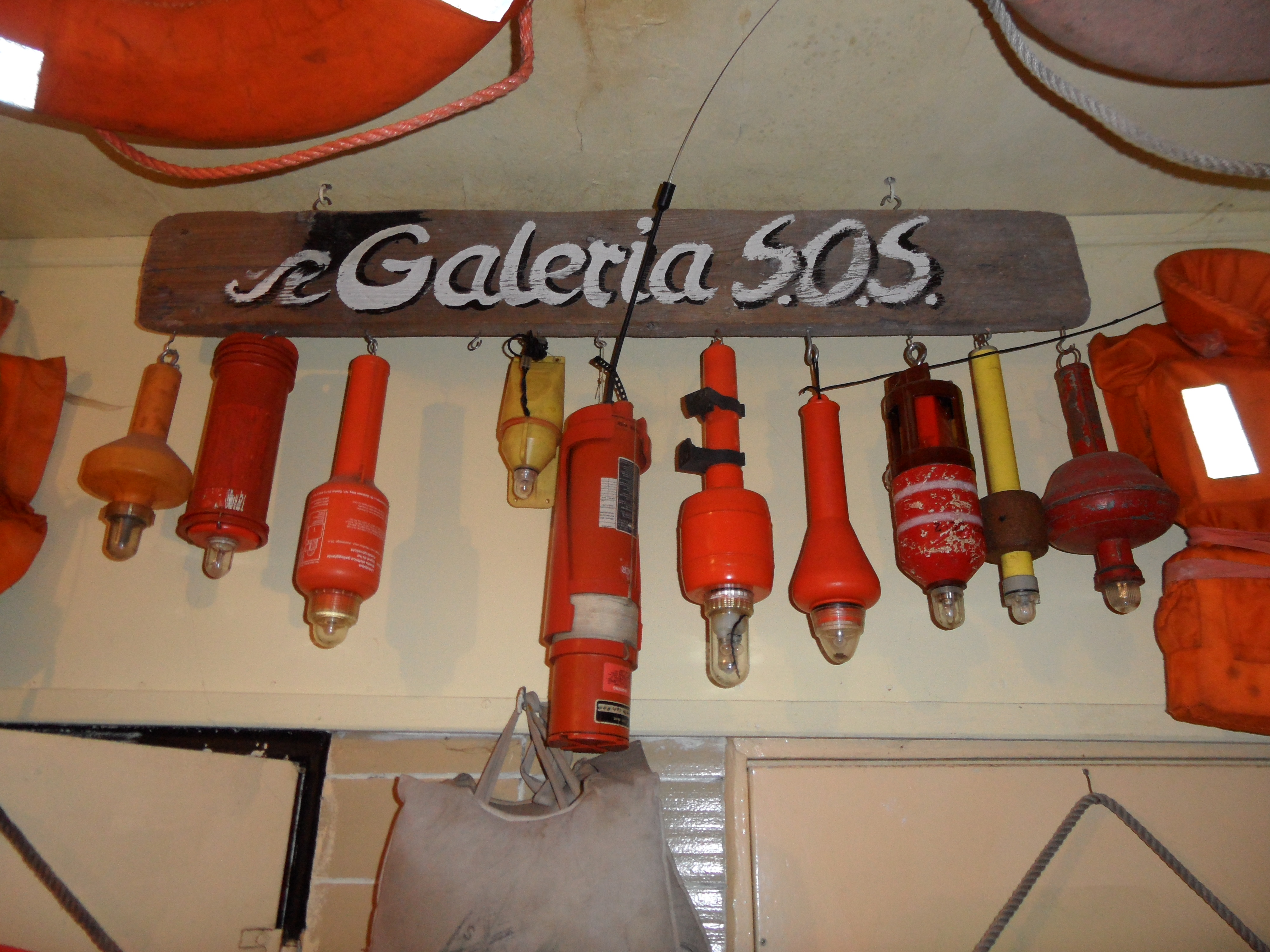
Zbiór pław ratunkowych (2013)

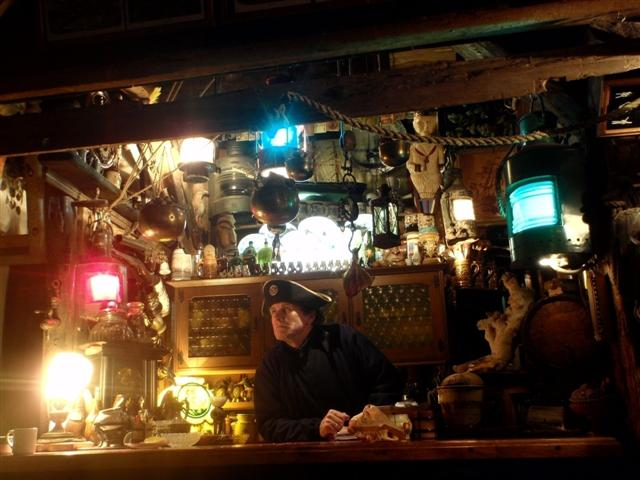
Wnętrze Klubu Morza Zejman (2014)

- Od 1995 w spichlerzu gromadzone są eksponaty związane z żeglugą, historią Gdańska, tradycjami hanzeatyckimi i morskimi Pomorza, ich liczba przekroczyła 18 000. Wnętrze oświetlone jest zabytkowymi lampami okrętowymi, zawiera zabytkowe instrumenty nawigacyjne, dzwony okrętowe, kotwice i inne elementy żeglarskiego oprzyrządowania, modele żaglowców, kości i czaszka wieloryba, fragmenty starych żaglowców. Od roku 2009 ekspozycja jest udostępniona do zwiedzania w ramach skansenu żeglugi. Kolekcję uzupełnia zbiór wioseł z różnych części świata, rytualnych masek i rzeźb, oraz wiele innych eksponatów związanych z podróżami. Klub jest w posiadaniu bogatej kolekcji pamiątek po Tonym Haliku, przekazanych przez Elżbietę Dzikowską, a najcenniejszym eksponatem jest śródpokład z XVIII-wiecznego żaglowca "Generał Carlton".
- W klubie organizowane są "Gdańskie Wieczory Morskie", popularyzujące morskie i żeglarskie tradycje miasta i regionu.
- Podróżnicy w ramach "Wieczorów Podróży i Przygody" przedstawiają relacje ze swoich wojaży do najdalszych zakątków świata.
- Szantowy zespół „Gdańska Grupa Folkowa” jest cyklicznym gospodarzem wieczorów morskiej piosenki "Muzykobranie w Zejmanie".
- W sierpniu 2006 koncertował w Klubie szkocki pieśniarz Nick Keir, zorganizowany przy tej okazji wieczór szkocki stał się zaczątkiem cyklu imprez zatytułowanych "Gdańskie Wieczory Etniczne". Kilka razy do roku odbywają się wieczory poezji i prozy, wśród których najciekawszymi są wieczory conradowskie poświęcone twórczości Józefa Konrada Korzeniowskiego.
- "Galeria Otwarta" na podwórzu klubu prezentuje ekspozycję rzeźby gdańskich studentów sztuk. Wystawę uzupełnia kadłub 100-letniego duńskiego kutra rybackiego.
- Galeria "Site Specific" od 2010 kontynuuje cykl wernisaży, wystaw i wydarzeń artystycznych organizowanych przez studentów rzeźby, malarstwa, grafiki.
- Od 2004 prowadzone są cyklicznie warsztaty marynistyczne "Ahoj przygodo!" dla uczniów szkół podstawowych.
- W klubie funkcjonuje jedyny w Polsce urząd poczty butelkowej, z którego można wysłać własny list w morze do nieznanego adresata wraz z klubowym zaproszeniem do odwiedzin Gdańska.
- Rokrocznie, w czasie Nocy Muzeów, organizowane jest przedstawienie teatralne, odtwarzające autentyczne wydarzenia z czasu wojen napoleońskich, które miały miejsce we wnętrzach spichrza - urządzony tu szpital dla oficerów wizytował Napoleon Bonaparte.